# Fornifília

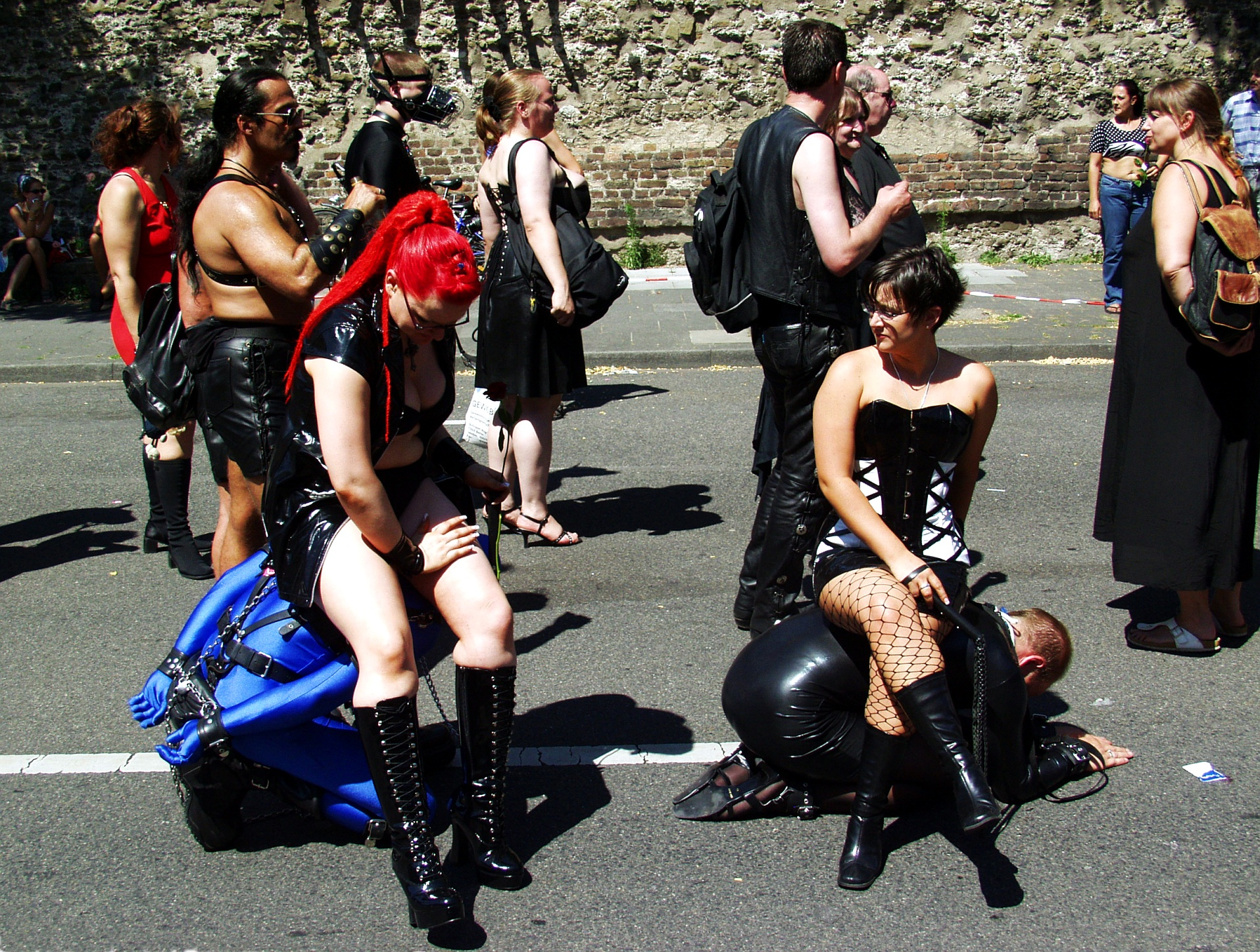
Exemples de mobles humans

La fornifília o mobles humans és un tipus de pràctica sexual variant del bondage i de l'objectificació sexual en la qual es crea un moble amb una persona, com a finalitat de la seva objectificació. El terme va ser emprat per primer cop per l'aleshores webmaster d'en Jeff Gord, Aaron Bradley, el 1998.
La fornifília és un tipus extrem de bondage, perquè la persona immobilitzada ho és de forma total i s'espera que permaneixi immòbil per un llarg període. Aquestes persones són sovint emmordassades o situades en una postura que dificulta la respiració i la circulació sanguínia, pel que es fa necessari emprendre mesures de seguretat que garanteixin el benestar dels practicants.